# Torà
Torà község Spanyolországban, Lleida tartományban. Torà Llobera, Pinós, La Molsosa, Castellfollit de Riubregós, Ivorra, Sant Guim de la Plana, Massoteres és Biosca községekkel határos. Lakosainak száma 1207 fő (2024).

## Népesség
A település népessége az utóbbi években az alábbiak szerint változott:
| Lakosok száma | 914  | 1499 | 1632 | 1442 | 1236 | 1231 | 1367 | 1202 | 1255 | 1207 |
|               | 1717 | 1887 | 1936 | 1960 | 1986 | 2004 | 2009 | 2014 | 2019 | 2024 |